# Волохова, Василиса
Василиса Волохова (упомин. в 1591) — мамка (няня) царевича Дмитрия Углицкого, сына Ивана Грозного. В «Новом летописце» ошибочно именуется Марией.

## Роль в истории
Согласно официальной версии династии Романовых, Василиса Волохова вместе со своим сыном Осипом, Михаилом Битяговским и Никитой Качаловым участвовала, по указанию Бориса Годунова, в убийстве царевича 15 мая 1591 года: под предлогом прогулки она вывела его во двор к поджидавшим убийцам. Народ убил Осипа Волохова, но мать его не тронул. Историки, однако, давно оспаривают сам факт убийства царевича Дмитрия, причастность к его гибели Бориса Годунова оспаривали уже Василий Ключевский и Сергей Платонов.

## Образ Василисы Волоховой в культуре

### Кино
- 1981 — «Царь Фёдор Иоаннович» (исполнительница роли — Элла Далматова)
- 2018 — «Годунов» (исполнительница роли — Нина Дворжецкая)